# اریک برتراند (بازیکن فوتبال)
اریک برتراند (انگلیسی: Éric Bertrand؛ زادهٔ ۳۰ مارس ۱۹۶۴) بازیکن فوتبال اهل فرانسه است.
از باشگاه‌هایی که در آن بازی کرده‌است می‌توان به باشگاه فوتبال نانسی اشاره کرد.